# Coppa Piano Karl Rappan 1965-1966
La Coppa Piano Karl Rappan 1965-1966, detta anche International Football Cup 1965-1966, è stata la quinta edizione di questa competizione gestita dalla SFP, la società di scommesse svizzera.
La vittoria finale è stata appannaggio della Lokomotive Lipsia, al suo primo titolo.

## Partecipanti
| Nazione                   | Squadra                                                                          | Campionato | Note |
| ------------------------- | -------------------------------------------------------------------------------- | --- | ---- |
| Cecoslovacchia (bandiera) | Tatran Prešov VSS Košice Slovnaft Bratislava Baník Ostrava                       | Vicecampione di Cecoslovacchia 1964-65 3º campionato di Cecoslovacchia 1964-65 4º campionato di Cecoslovacchia 1964-65 7º campionato di Cecoslovacchia 1964-65     |      |
| Germania (bandiera)       | Eintracht Francoforte Eintracht Braunschweig Borussia Neunkirchen Kaiserslautern | 8º campionato di Germania Ovest 1964-65 9º campionato di Germania Ovest 1964-65 10º campionato di Germania Ovest 1964-65 13º campionato di Germania Ovest 1964-65  |      |
| Paesi Bassi (bandiera)    | ADO Den Haag PSV Sparta Rotterdam Fortuna '54                                    | 3º campionato d'Olanda 1964-65 4º campionato d'Olanda 1964-65 5º campionato d'Olanda 1964-65 6º campionato d'Olanda 1964-65                                        |      |
| Svizzera (bandiera)       | Grasshoppers Lugano La Chaux-de-Fonds Lucerna                                    | 4º campionato di Svizzera 1964-65 5º campionato di Svizzera 1964-65 6º campionato di Svizzera 1964-65 7º campionato di Svizzera 1964-65                            |      |
| Jugoslavia (bandiera)     | Rijeka Željezničar NK Zagabria Radnički Niš                                      | 4º campionato di Jugoslavia 1964-65 5º campionato di Jugoslavia 1964-65 6º campionato di Jugoslavia 1964-65 7º campionato di Jugoslavia 1964-65                    |      |
| Germania Est (bandiera)   | Motor Jena Chemie Lipsia SC Lipsia Empor Rostock                                 | Vicecampione della Germania Est 1964-65 3º campionato della Germania Est 1964-65 4º campionato della Germania Est 1964-65 5º campionato della Germania Est 1964-65 |      |
| Polonia (bandiera)        | Szombierki Bytom Zagłębie Sosnowiec Gwardia Varsavia Pogoń Stettino              | Vicecampione di Polonia 1964-65 3º campionato di Polonia 1964-65 6º campionato di Polonia 1964-65 13º campionato di Polonia 1964-65                                |      |
| Svezia (bandiera)         | Djurgården Malmö FF Örgryte IFK Norrköping                                       | Campione di Svezia 1964 Vicecampione di Svezia 1964 3º campionato di Svezia 1964 4º campionato di Svezia 1964                                                      |      |

## Squadre partecipanti
Rispetto alla edizione precedente non partecipano le squadre da Austria, Belgio, Bulgaria, Francia e Grecia.
Ritornano le divisioni per zone geografiche. 
Le squadre della parte occidentale sono state inserite nei gironi "A", quelle della parte orientale nei gironi "B". Passano ai quarti di finale le vincitrici degli 8 gruppi: quelle dei gruppi "A" sfidano quelle dei gruppi "B".
|           | Germania Ovest         | Paesi Bassi      | Svezia         | Svizzera           |
| Girone A1 | Borussia Neunkirchen   | ADO Den Haag     | Malmö FF       | Lugano             |
| Girone A2 | Kaiserslautern         | Fortuna '54      | Djurgården     | Grasshoppers       |
| Girone A3 | Eintracht Francoforte  | PSV              | IFK Norrköping | La Chaux-de-Fonds  |
| Girone A4 | Eintracht Braunschweig | Sparta Rotterdam | Örgryte        | Lucerna            |
|           | Cecoslovacchia         | Germania Est     | Jugoslavia     | Polonia            |
| Girone B1 | Tatran Prešov          | Motor Jena       | Rijeka         | Szombierki Bytom   |
| Girone B2 | VSS Košice             | Empor Rostock    | Radnički Niš   | Zagłębie Sosnowiec |
| Girone B3 | Baník Ostrava          | SC Lipsia        | Željezničar    | Gwardia Varsavia   |
| Girone B4 | Slovnaft Bratislava    | Chemie Lipsia    | NK Zagabria    | Pogoń Stettino     |

## Risultati

### Fase a gironi
Date: 18 giugno (1ª giornata), 25 giugno (2ª giornata), 2 luglio (3ª giornata), 9 luglio (4ª giornata), 16 luglio (5ª giornata) e 23 luglio 1965 (6ª giornata).

#### Girone A1
| Squadra              | Pti | G | V | N | P | GF | GS | DR |
| -------------------- | --- | - | - | - | - | -- | -- | -- |
| Lugano               | 8   | 6 | 3 | 2 | 1 | 9  | 4  | +5 |
| Malmö FF             | 6   | 6 | 2 | 2 | 2 | 7  | 7  | 0  |
| ADO Den Haag         | 5   | 6 | 2 | 1 | 3 | 7  | 9  | -2 |
| Borussia Neunkirchen | 5   | 6 | 2 | 1 | 3 | 7  | 10 | -3 |

|          | Lug | Mal | ADO | Bor |
| -------- | --- | --- | --- | --- |
| Lugano   |     | 1-0 | 3-0 | 1-2 |
| Malmö    | 1-1 |     | 2-1 | 2-0 |
| ADO      | 0-2 | 1-1 |     | 2-1 |
| Borussia | 1-1 | 3-1 | 0-3 |     |

#### Girone A2
| Squadra        | Pti | G | V | N | P | GF | GS | DR |
| -------------- | --- | - | - | - | - | -- | -- | -- |
| Fortuna '54    | 10  | 6 | 5 | 0 | 1 | 10 | 3  | +7 |
| Kaiserslautern | 6   | 6 | 2 | 2 | 2 | 8  | 10 | -2 |
| Djurgården     | 5   | 6 | 2 | 1 | 3 | 9  | 11 | -2 |
| Grasshoppers   | 3   | 6 | 1 | 1 | 4 | 10 | 13 | -3 |

|                | For | Kai | Dju | Gra |
| -------------- | --- | --- | --- | --- |
| Fortuna        |     | 2-0 | 3-0 | 2-1 |
| Kaiserslautern | 2-1 |     | 0-3 | 1-1 |
| Djurgården     | 0-1 | 1-1 |     | 3-2 |
| Grasshoppers   | 0-1 | 2-4 | 4-2 |     |

#### Girone A3
| Squadra               | Pti | G | V | N | P | GF | GS | DR  |
| --------------------- | --- | - | - | - | - | -- | -- | --- |
| IFK Norrköping        | 9   | 6 | 4 | 1 | 1 | 16 | 7  | +9  |
| PSV                   | 8   | 6 | 4 | 0 | 2 | 15 | 12 | +3  |
| Eintracht Francoforte | 4   | 6 | 2 | 0 | 4 | 11 | 11 | 0   |
| La Chaux-de-Fonds     | 3   | 6 | 1 | 1 | 4 | 8  | 20 | -12 |

|                   | Nor | PSV | Ein | LCF |
| ----------------- | --- | --- | --- | --- |
| Norrköping        |     | 2-3 | 1-0 | 7-1 |
| PSV               | 1-3 |     | 3-0 | 2-1 |
| Eintracht         | 1-2 | 4-2 |     | 4-0 |
| La Chaux-de-Fonds | 1-1 | 2-4 | 3-2 |     |

#### Girone A4
| Squadra                | Pti | G | V | N | P | GF | GS | DR  |
| ---------------------- | --- | - | - | - | - | -- | -- | --- |
| Örgryte                | 8   | 6 | 3 | 2 | 1 | 16 | 9  | +7  |
| Sparta Rotterdam       | 8   | 6 | 2 | 4 | 0 | 10 | 6  | +4  |
| Eintracht Braunschweig | 5   | 6 | 2 | 1 | 3 | 16 | 12 | +4  |
| Lucerna                | 3   | 6 | 0 | 3 | 3 | 8  | 23 | -15 |

|              | Örg | Spa | Bra | Luc |
| ------------ | --- | --- | --- | --- |
| Örgryte      |     | 1-1 | 3-1 | 8-1 |
| Sparta       | 2-2 |     | 3-0 | 0-0 |
| Braunschweig | 3-0 | 1-2 |     | 7-0 |
| Lucerna      | 1-2 | 2-2 | 4-4 |     |

#### Girone B1
| Squadra          | Pti | G | V | N | P | GF | GS | DR |
| ---------------- | --- | - | - | - | - | -- | -- | -- |
| Motor Jena       | 9   | 6 | 4 | 1 | 1 | 10 | 4  | +6 |
| Tatran Prešov    | 8   | 6 | 3 | 2 | 1 | 5  | 2  | +3 |
| Szombierki Bytom | 4   | 6 | 2 | 0 | 4 | 6  | 6  | 0  |
| Rijeka           | 3   | 6 | 1 | 1 | 4 | 3  | 12 | -9 |

|            | Mot | Tat | Szo | Rij |
| ---------- | --- | --- | --- | --- |
| Motor      |     | 0-0 | 2-0 | 3-1 |
| Tatran     | 0-1 |     | 1-0 | 3-1 |
| Szombierki | 3-1 | 0-1 |     | 0-1 |
| Rijeka     | 0-3 | 0-0 | 0-3 |     |

#### Girone B2
| Squadra            | Pti | G | V | N | P | GF | GS | DR |
| ------------------ | --- | - | - | - | - | -- | -- | -- |
| Empor Rostock      | 8   | 6 | 4 | 0 | 2 | 12 | 4  | +8 |
| Zagłębie Sosnowiec | 7   | 6 | 3 | 1 | 2 | 13 | 10 | +3 |
| Radnički Niš       | 5   | 6 | 2 | 1 | 3 | 11 | 13 | -2 |
| VSS Košice         | 4   | 6 | 2 | 0 | 4 | 8  | 17 | -9 |

|          | Emp | Zag | Rad | Koš |
| -------- | --- | --- | --- | --- |
| Empor    |     | 3-0 | 3-0 | 3-0 |
| Zagłębie | 2-1 |     | 5-2 | 3-0 |
| Radnički | 2-1 | 0-0 |     | 7-2 |
| Košice   | 0-1 | 4-3 | 2-0 |     |

#### Girone B3
Il 27 agosto 1965 (un mese dopo la conclusione del girone) la federazione jugoslava ha squalificato lo Željezničar a causa della "combine Planinić". Al suo posto passa il turno il secondo classificato SC Lipsia.
| Squadra          | Pti | G | V | N | P | GF | GS | DR |
| ---------------- | --- | - | - | - | - | -- | -- | -- |
| Željezničar      | 7   | 6 | 2 | 3 | 1 | 9  | 7  | +2 |
| SC Lipsia        | 6   | 6 | 2 | 2 | 2 | 10 | 11 | -1 |
| Gwardia Varsavia | 6   | 6 | 3 | 0 | 3 | 10 | 13 | -3 |
| Baník Ostrava    | 5   | 6 | 2 | 1 | 3 | 13 | 11 | +2 |

|             | Žel | Lip | Gwa | Ban |
| ----------- | --- | --- | --- | --- |
| Željezničar |     | 2-2 | 2-1 | 3-1 |
| Lipsia      | 0-0 |     | 2-1 | 4-1 |
| Gwardia     | 2-1 | 3-2 |     | 1-5 |
| Baník       | 1-1 | 4-0 | 1-2 |     |

#### Girone B4
| Squadra             | Pti | G | V | N | P | GF | GS | DR |
| ------------------- | --- | - | - | - | - | -- | -- | -- |
| Chemie Lipsia       | 10  | 6 | 4 | 2 | 0 | 10 | 5  | +5 |
| Slovnaft Bratislava | 7   | 6 | 3 | 1 | 2 | 14 | 10 | +4 |
| NK Zagabria         | 5   | 6 | 2 | 1 | 3 | 9  | 11 | -2 |
| Pogoń Stettino      | 2   | 6 | 1 | 0 | 5 | 6  | 13 | -7 |

|          | Che | Slo | Zag | Pog |
| -------- | --- | --- | --- | --- |
| Chemie   |     | 2-2 | 1-1 | 1-0 |
| Slovnaft | 0-1 |     | 3-1 | 4-0 |
| Zagabria | 1-2 | 4-2 |     | 2-0 |
| Pogon    | 1-3 | 2-3 | 3-0 |     |

### Quarti di finale
Le gare di andata sono state disputate fra il 29 settembre e il 23 ottobre, quelle di ritorno fra il 12 ottobre ed il 3 novembre 1965.
| Squadra 1      | Totale | Squadra 2     | Andata | Ritorno     |
| -------------- | ------ | ------------- | ------ | ----------- |
| Örgryte        | 5 - 7  | SC Lipsia     | 4 - 3  | 1 - 4       |
| IFK Norrköping | 3 - 2  | Motor Jena    | 1 - 1  | 2 - 1       |
| Fortuna '54    | 1 - 2  | Lugano        | 1 - 1  | 0 - 1       |
| Empor Rostock  | 5 - 5  | Chemie Lipsia | 2 - 1  | 3 - 4 (dts) |

### Semifinali
Le gare di andata sono state disputate il 15.12.1965 ed il 20.03.1966, quelle di ritorno il 09.03.1966 e l'11.04.1966.
Il SC Lipsia ha cambiato nome in Lokomotive il 20 gennaio 1966 (quindi ha disputato l'andata come SC Lipsia e il ritorno come Lokomotive).
| Squadra 1 | Totale | Squadra 2      | Andata | Ritorno     |
| --------- | ------ | -------------- | ------ | ----------- |
| SC Lipsia | 2 - 1  | Chemie Lipsia  | 1 - 1  | 1 - 0       |
| Lugano    | 1 - 1  | IFK Norrköping | 0 - 0  | 1 - 1 (dts) |

### Finali
| Norrköping 10 maggio 1966 Andata | IFK Norrköping | 1 – 0 | Lokomotive Lipsia | Idrottsparken (13 012 spett.) |
| \| \| \| \| \| Örjan Martinsson 62’ \| Marcatori \| \| \| Lindström P. Jansson Pressfeld B. Björklund Björn Nordqvist La Fleur U. Jansson C. Hult Ove Kindvall Örjan Martinsson Berglund \| Formazioni \| Horst Weigang Michael Faber Peter Gießner Manfred Geisler Karl Drößler Volker Franke Dieter Engelhardt Rainer Trölitzsch Henning Frenzel Wolfram Löwe Arno Zerbe \| |                | |                   |                               |
| |                | |                   |                               |
| Örjan Martinsson 62’ | Marcatori      | |                   |                               |
| Lindström P. Jansson Pressfeld B. Björklund Björn Nordqvist La Fleur U. Jansson C. Hult Ove Kindvall Örjan Martinsson Berglund | Formazioni     | Horst Weigang Michael Faber Peter Gießner Manfred Geisler Karl Drößler Volker Franke Dieter Engelhardt Rainer Trölitzsch Henning Frenzel Wolfram Löwe Arno Zerbe |                   |                               |

| Lipsia 30 maggio 1966 Ritorno | Lokomotive Lipsia | 4 – 0 | IFK Norrköping | Bruno-Plache-Stadion (18 000 spett.) |
| \| \| \| \| \| Henning Frenzel 7’, 50’, 73’ Volker Franke 13’ \| Marcatori \| \| \| Horst Weigang Michael Faber Peter Gießner Manfred Geisler Karl Drößler Arno Zerbe Dieter Engelhardt Reinhard Trölitzsch Henning Frenzel Volker Franke Jörg Berger \| Formazioni \| Lindström P. Jansson La Fleur B. Björklund Björn Nordqvist Örjan Martinsson U. Jansson Ove Kindvall Hultberg C. Hult Berglund \| |                   | |                |                                      |
| |                   | |                |                                      |
| Henning Frenzel 7’, 50’, 73’ Volker Franke 13’ | Marcatori         | |                |                                      |
| Horst Weigang Michael Faber Peter Gießner Manfred Geisler Karl Drößler Arno Zerbe Dieter Engelhardt Reinhard Trölitzsch Henning Frenzel Volker Franke Jörg Berger | Formazioni        | Lindström P. Jansson La Fleur B. Björklund Björn Nordqvist Örjan Martinsson U. Jansson Ove Kindvall Hultberg C. Hult Berglund |                |                                      |

La Lokomotive Lipsia vince la coppa (4-1 in totale).